# An-Sophie Mestachová
An-Sophie Mestachová, rodným jménem An-Sophie Mestach (* 7. března 1994 Gent) je belgická profesionální tenistka a vítězka juniorské dvouhry i čtyřhry na Australian Open 2011. Ve své dosavadní kariéře na okruhu WTA Tour vyhrála dva deblové turnaje. V rámci okruhu ITF získala do července 2016 šest titulů ve dvouhře a dva ve čtyřhře.
Na žebříčku WTA byla ve dvouhře nejvýše klasifikována v září 2015 na 98. místě a ve čtyřhře pak v únoru 2016 na 64. místě. Po vítězství na juniorce Australian Open 2011 se v lednu téhož roku stala světovou jedničkou v kombinované světové klasifikaci ITF juniorů. Trénují ji Ann Devriesová a Carl Van Cappellen.
V belgickém fedcupovém týmu debutovala v roce 2010 čtvrtfinálem 2. světové skupiny proti Polsku, v němž po boku Oyenové prohrála čtyřhru s párem Jansová-Ignaciková a Rosolská. Belgičanky zvítězily 3:2 na zápasy. V roce 2011 byla členkou týmu, jenž prošel do semifinále světové skupiny, kde vypadl s Českou republikou 2:3 na zápasy. Do roku 2017 v soutěži nastoupila k dvanácti mezistátním utkáním s bilancí 1–1 ve dvouhře a 7–5Čang Kchaj-linve čtyřhře.

## Tenisová kariéra
V sezóně 2008 debutovala na okruhu ITF v belgickém Koksijde. První zápas v hlavní soutěži okruhu WTA Tour odehrála v polovině května na Brussels Open 2011, kam obdržela divokou kartu. V úvodním kole však nestačila na Američanku Varvaru Lepčenkovou po dvousetovém průběhu.
Dne 24. listopadu 2014 poprvé v kariéře vystoupala do elitní světové stovky žebříčku WTA dvouhry, když se posunula o 23 míst a figurovala na 100. příčce. Premiéru v hlavní soutěži grandslamu zaznamenala ve dvouhře Australian Open 2015, v níž na ruskou turnajovou desítku Jekatěrinu Makarovovou uhrála pouze čtyři gamy.
Do úvodního finále okruhu WTA Tour se probojovala na únorovém BNP Paribas Fortis Diamond Games 2015 v Antverpách, kam v ženské čtyřhře dostala s krajankou Alison Van Uytvanckovou divokou kartu. V boji o titul však Belgičanky nestačily na nejvýše nasazenou španělskou dvojici Anabel Medinaová Garriguesová a Arantxa Parraová Santonjaová až v rozhodujícím superitebreaku. První trofej pak vybojovala ve čtyřhře Coupe Banque Nationale 2015, zářijového turnaje v Québecu. S českou teenagerkou Barborou Krejčíkovou ve finále zdolaly argentinsko-polský pár María Irigoyenová a Paula Kaniová.

## Finále na okruhu WTA Tour
| Legenda                           |
| --------------------------------- |
| D – dvouhra; Č – čtyřhra          |
| Grand Slam (0)                    |
| WTA Tour Championships (0)        |
| Premier Mandatory & Premier 5 (0) |
| Premier (0–1 Č)                   |
| International (2–0 Č)             |

### Čtyřhra: 3 (2–1)
| Stav       | č. | datum          | turnaj                | povrch    | spoluhráčka            | soupeřky ve finále                                   | výsledek          |
| ---------- | -- | -------------- | --------------------- | --------- | ---------------------- | ---------------------------------------------------- | ----------------- |
| Finalistka | 1. | 15. února 2015 | Antverpy, Belgie      | tvrdý (h) | Alison Van Uytvancková | Anabel Medina Garriguesová Arantxa Parra Santonjaová | 4–6, 6–3, [5–10]  |
| Vítězka    | 1. | 20. září 2015  | Quebec, Kanada        | tvrdý (h) | Barbora Krejčíková     | María Irigoyenová Paula Kaniová                      | 4–6, 6–3, [12–10] |
| Vítězka    | 2. | 4. ledna 2016  | Auckland, Nový Zéland | tvrdý     | Elise Mertensová       | Danka Kovinićová Barbora Strýcová                    | 2–6, 6–3, [10–5]  |

## Finále na okruhu ITF
| $100 000 tournaments |
| $75 000 tournaments  |
| $50 000 tournaments  |
| $25 000 tournaments  |
| $15 000 tournaments  |
| $10 000 tournaments  |

### Dvouhra: 15 (6–9)
| Stav       | č. | datum              | turnaj                         | povrch      | soupeřka ve finále          | výsledek           |
| ---------- | -- | ------------------ | ------------------------------ | ----------- | --------------------------- | ------------------ |
| Finalistka | 1. | 10. května 2010    | Tortosa, Španělsko             | antuka      | Victoria Larrièreová        | 5–7, 6–4, 4–6      |
| Finalistka | 2. | 2. srpna 2010      | Balikpapan, Indonésie          | tvrdý       | Nudnida Luangnamová         | 0–6, 6–3, 2–6      |
| Vítězka    | 1. | 17. září 2012      | Antalya, Turecko               | tvrdý       | Jurina Košinová             | 6–3, 6–2           |
| Finalistka | 3. | 11. března 2013    | Bath, Spojené království       | tvrdý (h)   | Stephanie Vogtová           | 6–7(3–7), 3–6      |
| Vítězka    | 2. | 29. dubna 2013     | Gifu, Japonsko                 | tvrdý       | Wang Čchiang                | 1–6, 6–3, 6–0      |
| Finalistka | 4. | 6. května 2013     | Fukuoka, Japan                 | tráva       | Ons Džabúrová               | 6–7(2–7), 2–6      |
| Finalistka | 5. | 13. května 2013    | Kurume, Japonsko               | tráva       | Ons Džabúrová               | 0–6, 2–6           |
| Finalistka | 6. | 7. října 2013      | Joué-lès-Tours, Francie        | tvrdý (h)   | Mirjana Lučićová Baroniová  | 4–6, 2–6           |
| Vítězka    | 3. | 20. ledna 2014     | Sunderland, Spojené království | tvrdý (h)   | Viktorija Golubicová        | 6–1, 6–4           |
| Vítězka    | 4. | 8. září 2014       | Batumi, Gruzie                 | tvrdý       | Olga Jančuková              | 6–2, 6–0           |
| Vítězka    | 5. | 6. října 2014      | Monterrey, Mexiko              | tvrdý       | Lourdes Domínguezová Linová | 6–3, 7–5           |
| Finalistka | 7. | 13. října 2014     | Tampico, Mexiko                | tvrdý       | Mariana Duqueová Mariñová   | 6–3, 1–6, 6–7(4–7) |
| Vítězka    | 6. | 17. listopadu 2014 | Tojota, Japonsko               | koberec (h) | Šúko Aojamová               | 6–1, 6–1           |
| Finalistka | 8. | 13. července 2015  | Stockton, Spojené státy        | tvrdý       | Nao Hibinová                | 1–6, 6–7(6–8)      |
| Finalistka | 9. | 20. července 2015  | Sacramento, Spojené státy      | tvrdý       | Anhelina Kalininová         | 6–4, 4–6, 3–6      |

### Čtyřhra: 7 (2–5)
| Stav       | č. | datum             | turnaj                       | povrch    | spoluhráč             | soupeřky ve finále                            | výsledek         |
| ---------- | -- | ----------------- | ---------------------------- | --------- | --------------------- | --------------------------------------------- | ---------------- |
| Finalistka | 1. | 11. května 2009   | Antalya, Turecko             | antuka    | Sofie Oyenová         | Amanda Carrerasová Valentina Sulpiziová       | 6–4, 3–6, [4–10] |
| Finalistka | 2. | 27. července 2009 | Bree, Belgie                 | antuka    | Demi Schuursová       | Kiki Bertensová Quirine Lemoineová            | 1–6, 0–6         |
| Vítězka    | 1. | 8. září 2014      | Batumi, Gruzie               | tvrdý     | Sandra Zaniewská      | Aleksandrina Najdenovová Valerija Strachovová | 6–1, 6–1         |
| Finalistka | 3. | 27. dubna 2015    | Gifu, Japonsko               | tvrdý     | Emily Webley-Smithová | Wang Ja-fan Sü I-fan                          | 2–6, 3–6         |
| Finalistka | 4. | 15. června 2015   | Ilkley, Spojené království   | tráva     | Demi Schuursová       | Raluca Olaruová Sü I-fan                      | 3–6, 4–6         |
| Vítězka    | 2. | 25. ledna 2016    | Andrézieux-Bouthéon, Francie | tvrdý (h) | Elise Mertensová      | Viktorija Golubicová Xenia Knollová           | 6–4, 3–6, [10–7] |
| Finalistka | 5. | 13. června 2016   | Ilkley, Spojené království   | tráva     | Storm Sandersová      | Jang Čao-süan Čang Kchaj-lin                  | 3–6, 6–7(5–7)    |

## Finále na juniorce Grand Slamu

### Dvouhra juniorek: 1 (1–0)
| Stav    | rok  | turnaj          | povrch | soupeřka ve finále | výsledek |
| ------- | ---- | --------------- | ------ | ------------------ | -------- |
| Vítězka | 2011 | Australian Open | tvrdý  | Mónica Puigová     | 6–4, 6–2 |

### Čtyřhra juniorek: 2 (1–1)
| Stav       | rok  | turnaj          | povrch | spoluhráčka      | soupeřky ve finále                | výsledek |
| ---------- | ---- | --------------- | ------ | ---------------- | --------------------------------- | -------- |
| Finalistka | 2010 | US Open         | tvrdý  | Silvia Njirićová | Tímea Babosová Sloane Stephensová | bez boje |
| Vítězka    | 2011 | Australian Open | tvrdý  | Demi Schuursová  | Eri Hozumiová Miju Katová         | 6–2, 6–3 |